# Okhotigone sounkyoensis
Genre
Espèce
Synonymes
- Walckenaeria sounkyoensis Saito, 1986

Okhotigone sounkyoensis, unique représentant du genre Okhotigone, est une espèce d'araignées aranéomorphes de la famille des Linyphiidae.

## Distribution
Cette espèce se rencontre en Russie dans l'oblast de Magadan, au Japon à Hokkaidō et en Chine au Jilin dans le massif du Paektu,,,.

## Description
Le mâle holotype mesure 1,5 mm et la femelle paratype 1,6 mm.

## Étymologie
Son nom d'espèce, composé de sounkyo et du suffixe latin -ensis, « qui vit dans, qui habite », lui a été donné en référence au lieu de sa découverte, Sounkyo.

## Publications originales
- Saito, 1986 : New erigonine spiders found in Hokkaido, Japan. Bulletin of the National Science Museum, Tokyo, sér. A, vol. 12, no 1, p. 9-24 (texte intégral).
- Eskov, 1993 : Several new linyphiid spider genera (Araneida Linyphiidae) from the Russian Far East. Arthropoda Selecta, vol. 2, no 3, p. 43-60 (texte intégral).